# Regnes aimara
Els regnes aimara, senyorius aimara o regnes lacustres van ser un conjunt de pobles natius que van florir cap al període intermedi tardà, posterior a la caiguda de la cultura tiahuanaco les societats de la qual es van situar geogràficament a l'Altiplà andí. Es van desenvolupar entre els anys 1150 i 1477 en què van ser conquistats pels inques. Els regnes van desaparèixer per la conquesta militar dels inques, però la població aimara actual, descendent d'aquestes poblacions, es calcula en dos milions situats als països de Bolívia, el Perú i Xile.Usaven les llengües aimara i puquina.

## Origen
Els antecessors dels actuals aimara mai van saber que es deien així. Els inques els anomenaven colla, fins que en 1559 Juan Polo de Ondegardo y Zárate els va denominar «aimaras» a partir de la informació lingüística obtinguda al Collao d'una petita colònia de mitimaes «quítxues», però que havien incorporat el llenguatge local i que es denominaven aimares i provenien dels voltants de Cuzco. Així es va dir «en espanyol» a l'idioma el real nom del qual era jaqi aru (significa humanitat i llengua respectivament) i després li van aplicar aquest nom als qui parlaven aquest idioma, que es deien a si mateixos jaqi.
Els primers documents de la colònia no donen nom propi a l'idioma, sinó que els cronistes Cieza de León i Pedro Pizarro es refereixen a ell com a «llengua del Collao» i «llengua dels colla» respectivament. En 1559, el llicenciat Juan Polo de Ondegardo, en aquell temps corregidor del Cusco, escriu la relació De los errores y supersticiones de los indios després d'haver convocat una junta de «indis vells que havien quedat» (de l'època inca) que li van servir d'informadors. Per aquest mitjà, Ondegardo va tenir coneixement d'un grup de mitimaes (una ètnia desplaçada per l'estat) que era originari de la regió cusquenya i que, en última instància, havia acabat assimilant el parla aimara del seu nou entorn. Prenent la part pel tot, es va començar a usar el nom de l'ètnia trasplantada com a nom de tot l'idioma, de manera que en les publicacions produïdes pel III Concili de Lima (1584-85), que incorporen també un extracte de l'esmentada obra d'Ondegardo, apareix per primera vegada la paraula «aimara» explícitament aplicada a la llengua.
L'etimologia original del glotònim «aimara» ( pronunciació (?·pàg.) [aj.ˈma.ɾa]) es troba dins de l'especulatiu, encara que se sap que prové d'un etnònim originari del departament peruà d'Apurímac. Procedeix dels Andes centrals a Lima, a la regió muntanyenca central del Perú. Es va anar estenent cap al sud com lingua franca, i va ser adoptada com a llengua materna pels pobles de la cultura wari. Cap a l'Intermedi Tardà va ser reemplaçada pel quítxua des de la costa fins al Cuzco i el seu ingrés s'hauria produït, pel que sembla de manera violenta, per conquesta militar avançant des del nord cap al sud-aquest al llarg de la Serralada Occidental dels Andes i es van repartir el territori altiplánico possiblement sota forma de diversos senyorius o regnes; alguns esmentats per Bertonio són: Lupacas, Pacajes, Carancas, Quillaguas, Charcas i altres.
La història sobre el sorgiment o origen de la cultura aimara és bastant complexa i han sorgit diferents opinions i hipòtesis sobre això, inicialment es creia que aquesta ètnia seria descendent de la cultura tiahuanaco, per part d'antropòlegs i historiadors com Carlos Ponce Sanginés o Max Uhle, alguns dels seus principals arguments eren els següents:
1. El cronista Reginaldo de Lizárraga descriu al poble puquina, però aquest cronista comet un error de redacció en descriure que el poble puquina seria pròsper, agricultor i ramader, fundant així aquesta hipòtesi, pel fet que Tiahuanaco va desenvolupar el sector ramader i agricultor, però altres cronistes com Guamán Poma de Ayala descriurien que el poble de parla puquina era molt pobra i amb una manca de vestidura, sent aquesta una prova que Tiahuanaco no era de parla puquina, ja que en el seu apogeu aquesta cultura desenvoluparia una opulència, tal com o demostren les seves ceràmicas, escultures i tèxtils, destaca els treballs de Max Uhle i altres autors sobre l'expansió de l'aimara en la cultura Tiahuanaco, també s'indicaria la gran quantitat de vocables aimara a les selves bolivianes conquistades per Tiahuanaco.[13]

1. Restes arqueològiques trobades per Carlos Ponce Sanginés, demostren que Tiahuanaco hauria sofert una guerra, guerra que derivaria en la desintegració de l'estat en petits estats regionals o senyorius aymaras, tal com demostra l'assentament de Tiahuanaco s Caquiaviri (capital del senyoriu aimara Pacajes), que en l'apogeu tiahuanacota hauria tingut una població escassa, però en l'ocàs de Tiahuanaco, hauria multiplicat en rellevància i població. Ponce va aplicar el mètode de datació de carboni 14 a restes de ceràmica descoberta en les seves excavacions i va establir la cronologia de la vida de Tiahuanaco, des que era un llogaret fins a la seva caiguda com a Imperi degut a guerres internes i a una devastadora sequera.[14]

1. Els patrons d'assentament, investigats per Jordán Albarracín, del període post-tiwanaku, indiquen una migració dels tiwanakota als seus assentaments pròxims, posteriorment això va ser reafirmat per Alan Kolata en un estudi arqueològic, realitzat el 2003, va revelar peces ceràmiques, corresponents als senyorius aimara, amb una clara estilística tiwanakota, i sense influències externes, posteriorment aquesta ceràmica passaria un període de transició ceràmica.[15]

Desaparegut l'Estat Tiwanaku, la regió va quedar fragmentada en ètnies aimares. Aquests aimara es caracteritzen per les seves necròpolis compostes per tombes en forma de torres-chullpa. Existeixen també algunes fortaleses denominades pucará.
No obstant això, la teoria de l'origen tiwanakota de l'aimara quedaria relegat per recerques històriques i lingüístiques recents. En les últimes dècades, es va tenir un animat debat sobre els orígens de l'aimara, des de tres posicions teòriques. En tant que Alfredo Torero (1972) i els seus seguidors van veure un origen d'aquesta llengua en la part central del Perú i, per tant, l'expansió de l'aimara des d'allí, Teresa Gisbert (1987) i altres, sobre la base d'alguns cronistes, van plantejar un origen des del sud (des de la regió de Copiapo), amb una expansió al nord, en tant que Lucy Briggs (1994) va percebre un patró d'expansió des del nucli de Tiwanaku. D'altra banda, segons Cieza de León, els aymaras són procedents de “Coquimbo”, una vall del nord xilè, John Hyslop demostra la importància d'un lloc altiplánico anomenat Coquimbo com a capital Lupaca i necròpoli de les seves mallkus. És a dir, l'ona aimara que penetra a l'Urcosuyu ve de molt més al sud del que pretén Torero.
Per tant, totes dues hipòtesis –d'origen del nord i d'origen meridional- ens mostra que l'aimara no podia haver tingut com a bressol d'origen el altiplà peruà-bolivià; i que tant aimara com quítxua procedien d'altres zones i que no són oriünds de la conca del Titicaca. L'idioma de la cultura tiahuanaco era multilingüe amb el puquina i en menor participació el uru.
En l'actualitat, segons la major part dels estudis avui, tant arqueològics com lingüístics, totes dues famílies de llengües, quítxua i aimara, tenen el seu origen en una determinada regió en comú de la part central del que és actualment Perú Heggarty 2008 Aquest lloc va ser probablement en la serra, encara que Alfredo Torero i Rodolfo Cerrón afavoreixen un lloc costaner (Cerrón 2003: 22, Torero 2002: 46). Arqueològicament es reconeix la possibilitat de l'origen de totes dues llengües, en una forma pre-proto, siguin aimara o quítxua, en llocs com Caral-Supe (3000-1600 aC) o potser Chavín (1500 aC – 200 dC). S'afavoreix també els grans horitzons arqueològics amb la seva major unitat cultural i geogràfica, sobretot l'Horitzó primerenc, com els motors per a l'expansió de totes dues llengües. Torero també proposa que es parlava una forma primerenca d'aimara en llocs costaners com Nasca i Paracas i que des d'allí va haver-hi una expansió al nord a la regió de Yauyos i al sud a la regió d'Ayacucho.
Sobretot és la cultura wari (550-1000 dC) en l'Horitzó Mitjà que és la favorita actual entre els estudiosos, des de Torero endavant, com el motor de la gran expansió de l'aimara com una llengua franca cap al nord com cap al sud. Potser aquesta expansió es deu a la influència dels pastors per excel·lència i els guardians de les caravanes de flames que manejaven el comerç entre wari i les seves perifèries, procés que va ser seguit pels agricultors quítxues amb les seves noves tècniques de reg i andanes en la producció de blat de moro. És tal vegada la caiguda de wari també que va resultar en el cedir del territori aimara a l'arribada del quítxua. Cerrón parla d'una tercera expansió d'aimara cap al sud, desplaçat pel quítxua, en el període Intermedi tardà, des de la regió del grup dels Aymaraes a l'Apurímac (que també podria haver donat el nom aimara).

## Ubicació
Puno al Perú i La Paz a Bolívia, encara que també es van estendre als actuals departaments del Perú: Cusco, Arequipa, Moquegua, Tacna; Bolívia: Oruro, Potosí, Chuquisaca (Sucre), Tarija; Xile: Tarapacá, Arica, Atacama, l'Argentina; Jujuy, Salta.
Els principals Regnes Aimara van ser 12, no obstant això també van existir senyorius que sovint van ser tractats com a regnes per altres investigadors.
1. Canchis (Cusco)
2. Canas (Cusco)
3. Collas (Puno)
4. Lupacas (Puno)
5. Pacajes (La Paz)
6. Carangas (Oruro)
7. Soras (Oruro)
8. Charcas (Chuquisaca)
9. Quillacas (Potosí)
10. Cara-caras (Potosí)
11. Chuis (Sucre)
12. Chichas (Potosí-Tarija)

Alguns autors consideren els següents senyorius com a senyorius aimara:
1. Callahuaya (La Paz-Puno)
2. Yamparas (Sucre)
3. Tarik'a o Tarija (Tarija)[18]

També existeixen pobles descendents dels aimara al departament de Lima, a la Comarca de Lima, en finalitzar l'apogeu wari, pel que sembla es va produir la invasió de pobles aimara, invasió que va contribuir a la desarticulació del domini imperial de la regió i poc després a la seva desaparició, van ser "una sèrie de Regnes aimara-parlants, independents i rivals, encara que tots estretament lligats per llaços culturals comuns".
El pare Villar Córdoba (1935) afirma que van ser tres les ètnies que van arribar fins a la Comarca de Lima:
a) Els kolla, que des de les regions muntanyenques van baixar pe Arahuay i es van escampar per la banda esquerra del Chillón, ocupant-la des de Yangas fins al Callao;
b) els Hualla, que van descendir des de l'alt Chancay fins a la costa, fundant poblacions com ara Kara Huallas, Maranca, Huadca Hualla, Sulco i Marca Huillca; i
c) els Huancho, que van iniciar la seva expansió cap a la costa des de les altures de Huarochirí i a través dels llits dels rius Santa Eulalia i Rímac, van arribar fins a la part mitjana d'aquesta última vall, establint-se en Huachipa, Huacho Huallas, Carapongo, Huampaní, Caxamarquilla, Pariachi, Lati i Hurin Huancho.
Durant l'època prehispànica aquests pobles no eren coneguts com a aimara, sinó que es distingien pel nom de les seves pròpies societats. Van ser els cronistes europeus els primers a denominar aimares a aquestes societats, però aquesta denominació no es va produir de manera immediata perquè existeixen cròniques en les quals clarament es va fer la distinció entre els grups ètnics de parla aimara.

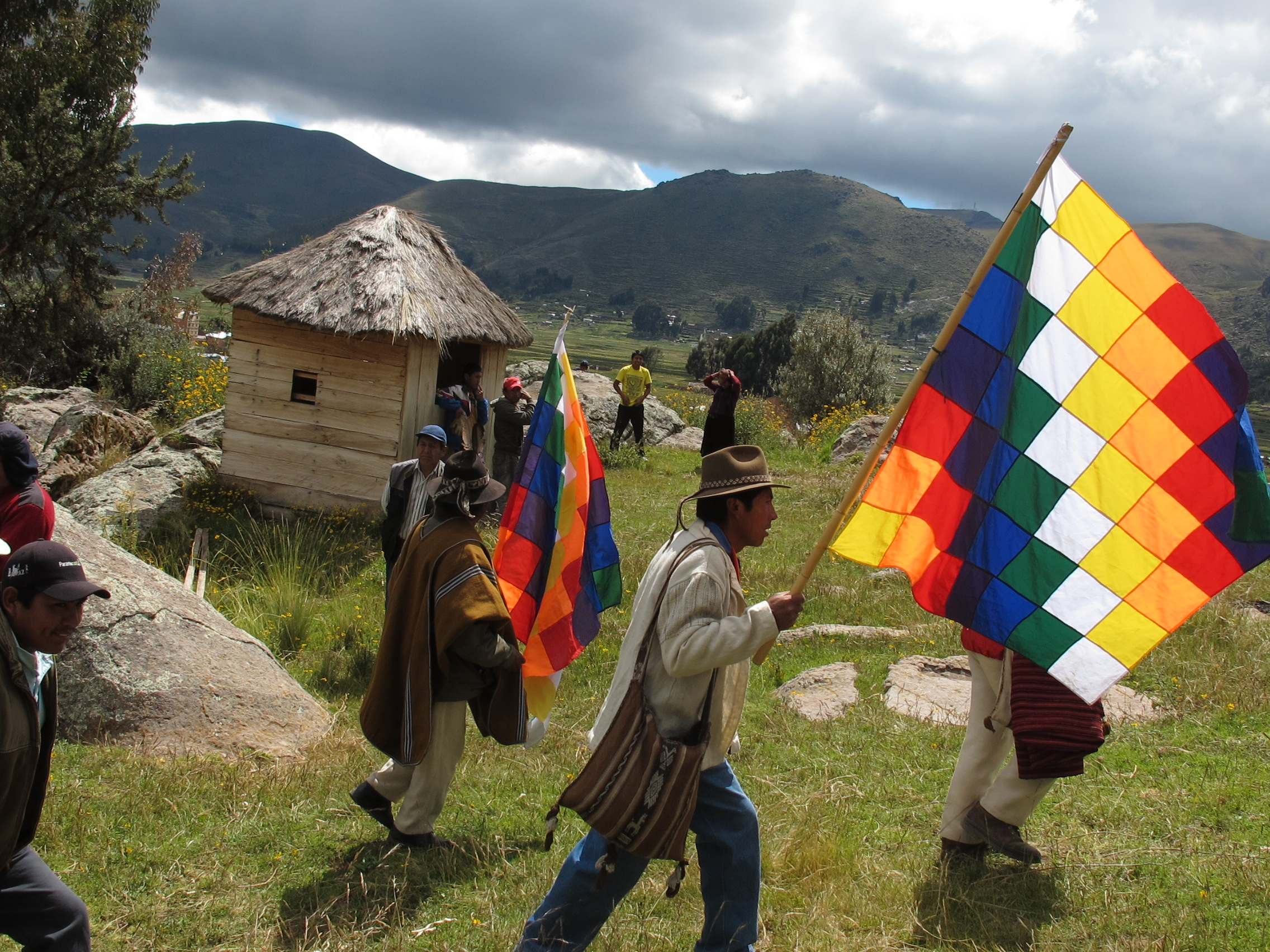
Bandera del Kollasuyu

En totes aquestes societats va prevaler la dualitat com a forma de govern, és a dir que per cada societat existien dos líders.
En matèria arqueològica, pel que sembla la majoria d'aquests regnes sepultaven als seus líders en un mausoleu en forma de torre que actualment rep el nom de «chullpa»; el disseny d'aquestes torres era diferent en cadascuna de les societats.
Els escrits etnogràfics van descriure constants disputes entre aquests pobles a causa de terres de pasturatge, això a causa que la major activitat econòmica va ser la cria de camèlids americans.
Aquests regnes van denominar Urcusuyu al costat occidental del llac Titicaca i Umasuyu al costat oriental i geogràficament van dominar un gran nombre de territoris en zones de menor altura, tant a les valls de la regió de l'oceà Pacífic com en la conca amazònica; sobre les colònies en zones baixes posseïen territoris discontinus a manera d'illes en diverses porcions d'una mateixa vall, compartint la vall amb altres grups ètnics que podien ser locals així com d'altres pobles de l'altiplà -fenomen geopolític que John Murra ho denomina «arxipèlags ecològics verticals»- i si bé durant l'imperi inca van mantenir tant les seves terres al Collao com les seves colònies a les valls interandines; aquest domini del territori es va respectar fins als primers anys de la conquesta espanyola quan va començar el seu desmembrament tant territorial com política.

## Les societats aimara

### Cana i Canchi
Els Cana i els Canchi van ser dos grups aimares que van habitar fora de l'altiplà del Collao, al nord del nus de Vilcanota, en les naixents dels rius Vilcanota i l'actual província d'Espinar. Abans de la conquesta per l'Imperi Inca eren aliats d'aquests i van participar com a soldats mercenaris en la invasió d'Andahuaylas fent costat als inques a canvi de botins de guerra.

### Caranga
Els Caranga van habitar la regió del riu Lauca i la seva possible capital va ser Hatun Carangas, de la qual queden registres etnogràfics. Les seves restes arqueològiques han estat poc estudiats, però se'ls associa a diversos grups de chullpa cap de bestiar policroms i de base rectangular que estan dispersos al nord del Salar de Coipasa, a Bolívia.
Pels relats recollits en època e la virregnal es confirma la possessió de territoris en Arica i diverses porcions del riu Lluta i de la Vall d'Azapa i també la seva habilitat en la criança de camèlids.

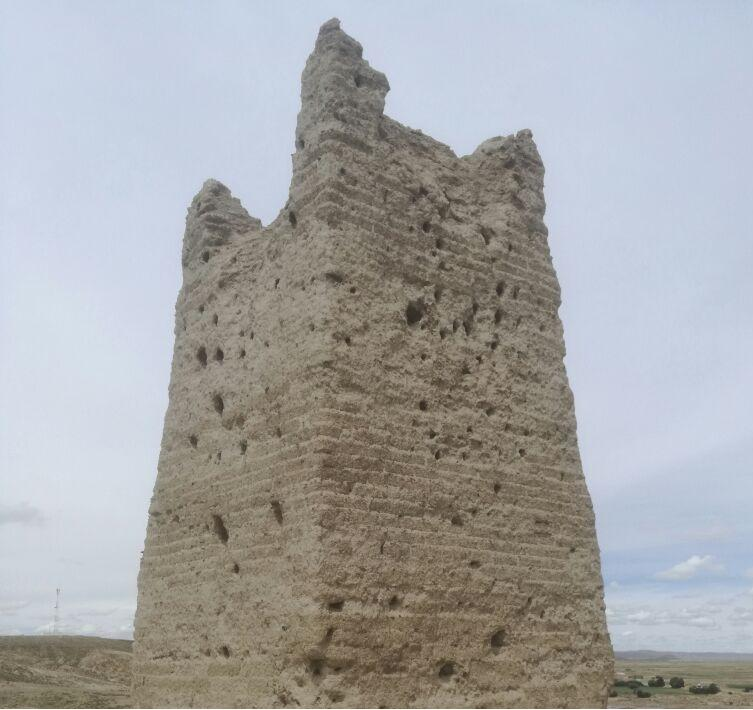
Chullpa en la zona d'Obrajes a Oruro

### Sora
Els Sora van ser un senyoriu el territori del qual limitava a l'est amb el dels Caranga, ocupant la zona del llac Uru Uru i arribant al sud fins a limitar amb el territori dels Quillacas, a l'est tenien territoris en zones de l'actual Cochabamba i nord de Potosí. Els soras tenien com a capital el poblat de Pària, on es compta l'existència d'una "Pària vella" d'arquitectura indígena i una "Pària nova" construïda al model espanyol. Es diu també que durant la conquesta inca del Collasuyo, Pària va ser la capital administrativa d'aquests territoris.

### Charca
Els Charca foren un regne aimara que va habitar la conca alta del riu Cachimayu on actualment es troba Sucre (Bolívia) i que van tenir habilitat per a la guerra, raó per la qual durant el Tahuantinsuyo aquest poble només prestava servei de «mitmak» a l'exèrcit incaic i juntament amb el poble Karakara, van donar suport a la conquesta del Chinchaysuyu. Primerament també van prestar serveis agrícoles a l'una de la seva labor en les guerres, però amb en créixer el Tahuantinsuyo, els va anar difícil tornar de les zones conquistades cap a les seves terres a temps per a les labors agrícoles, per la qual cosa se'ls va exonerar de les labors agrícoles per prestar solament servei bèl·lic.

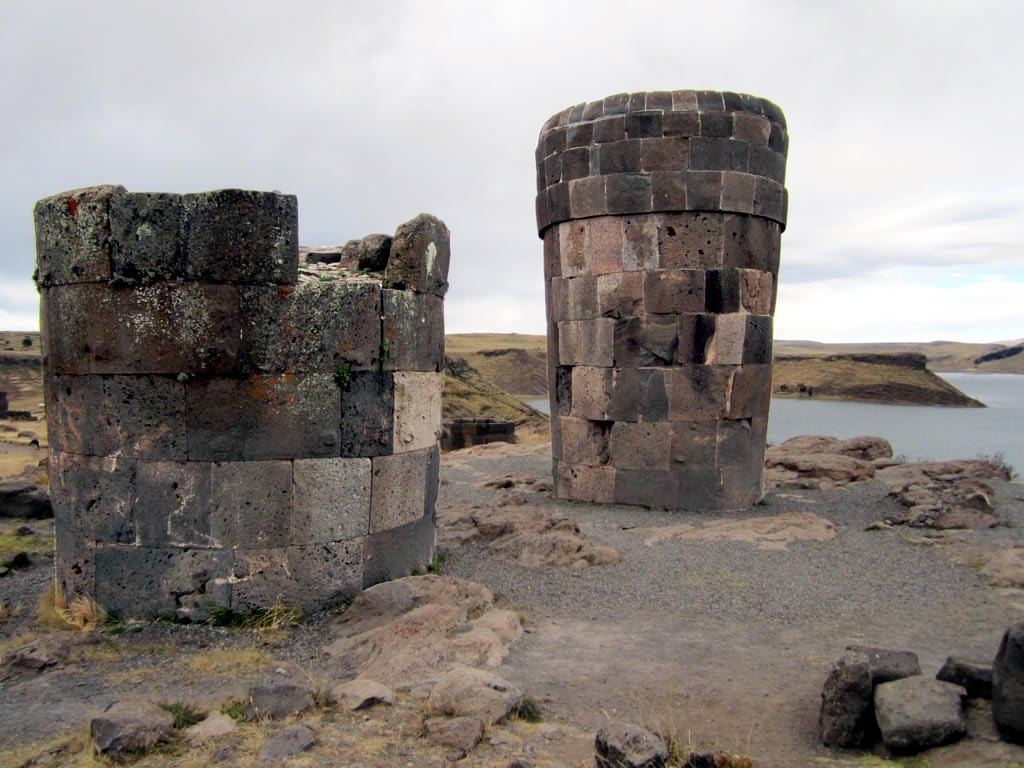
Chullpas a Atuncolla

### Kolla
En el cas dels kolla destaquen arqueològicament els de Hatuncolla també es va situar pel nord-est del llac Titicaca i al nord amb la ciutat de Puno, estudiats intensament per Catherine Julián, descrivint al principal lloc colla com la seva possible capital; a més d'estar associat amb el complex chullpas de Sillustani, situat a poca distància de Hatuncolla.

### Lupaca
Els lupaca (lupaqa) van ser un grup ètnic que van habitar la ciutat aimará que va habitar la ribera sud-oest del llac Titicaca. Van tenir set subdivisions que van ser: Chucuito -la capital-, Ácora, Ilave, Yunguyo, Pomata, Zepita i Juli. Cada subdivisió al seu torn es dividia en dues «saya» (a excepció de Juli que va tenir tres «saya»). Cada «saya» va estar composta per diversos «hatha», que era la paraula aimara per a designar els «ayllus».
En la costa de l'Oceà Pacífic contigua al Collao, van posseir terres distribuïdes entre les valls dels rius Moquegua, Locumba, Sama, Caplina, Lluta, Azapa i Camarones i les dades etnohistòriques els ubiquen també a les valls temperades de Chicanoma i Capinota (tots dos a la regió de les valls interandines de Bolívia) destinats majorment al cultiu de coca.
Sobre les terres en el vessant del Pacífic, els Lupaqa no van tenir un control absolut sobre les valls, sinó més aviat posseïen porcions de terra de manera discontínua a la qual l'etnohistoriador John Murra va denominar «arxipèlag vertical», que eren treballades pels «hatha» provinents dels centres poblats Lupaqa a l'altiplà i que tenien la finalitat de produir cultius de diverses regions ecològiques per a complementar la seva alimentació. Aquestes valls de la costa del Pacífic, en realitat també tenien «illes ecològiques» d'altres regnes aimara de l'altiplà com els kolla o els Pacaje (que en l'altiplà se situaven al nord i al sud dels Lupaqa, respectivament).

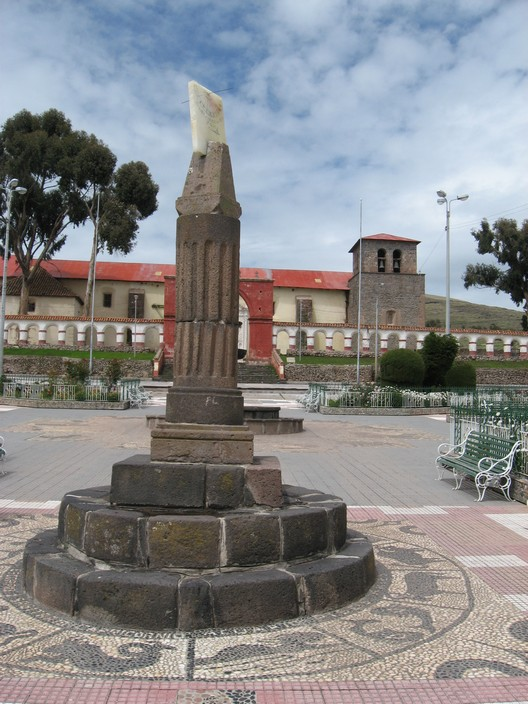
Chucuito capital del Regne Lupaca

### Pacaje
Els pacaje o pacaza van ser un grup aimara que va habitar el territori situat al sud-est del llac Titicaca. La seva capital va ser la ciutat de Caquiaviri i van estar dividits en dos grups denominats «omasuyu» i «urcusuyu».
S'estenien pel sud fins a Sica Sica i Umala, on iniciaven els territoris dels senyorius «Caranga» i «Sora»; pel nord-est fins a la península de Achacachi, on iniciava el territori Colla i pel nord-oest fins a la naixent del riu Desaguadero en el Titicaca, on iniciava el territori Lupaca.
Els registres etnohistòrics donen compte que posseïen territoris a Calamarca i Larecaja i diversos cultius de coca a les yunga. Per la costa, existeixen evidències arqueològiques Pacajes en les conques dels rius Caplina, Lluta i Azapa.
Els vestigis arqueològics Pacajes millor conservats són diversos grups de chullpars repartits tant en l'altiplà com en les colònies en terres de menor altura. Les chullpas Pacajes eren molt variades, existint chullpars de fang amb revestiment de colors i en altres casos chullpa de pedra de base quadrada, rectangular o circular. Els estudis en la «chullpa gran de Pirapi Chico» situada en Achiri la daten en temps preincaics però presenta un etil constructiu incaic, aquesta particularitat també es dona en la chullpa «Chosi Kani» d'Anantuco i de la Fortalesa de Jachaphasa datada entre el 1323 i 1428, abans de la conquesta incaica als Pacaje.

### Tarik'a o Tarija
Els tarik'a o tarija van ser un senyoriu aimara (o confederació de pobles d'origen aimara) que va habitar les comunitats de Tojo, Chilcayoj, Iscayachi i Chaguaya, normalment confós amb el senyoriu chicha, ncara que amb una diferència semblant, els Tarik'as es van expandir per les valls del sud de Tarija, llocs on van desenvolupar la tecnologia agrícola de les andanes, a les valls i punas que van habitar van fundar assentaments en plataformes de base circular, a contrari dels regnes del nord, aquest estat mancava totalment de chullpas, a diferència van desenvolupar les cistes, tombes funeràries amb sòl de argila, parets de pedra llaurada i amb dibuixos iconogràfics, encara que la tradició de les cistes ja era present des de la cultura tomata.
La ceràmica tarik'a és representada per relleus en vores, els dissenys iconogràfics van ser realitzats en color negre i amb formes en zig-zag, vertical i horitzontal.

## La invasió i conquesta incaica

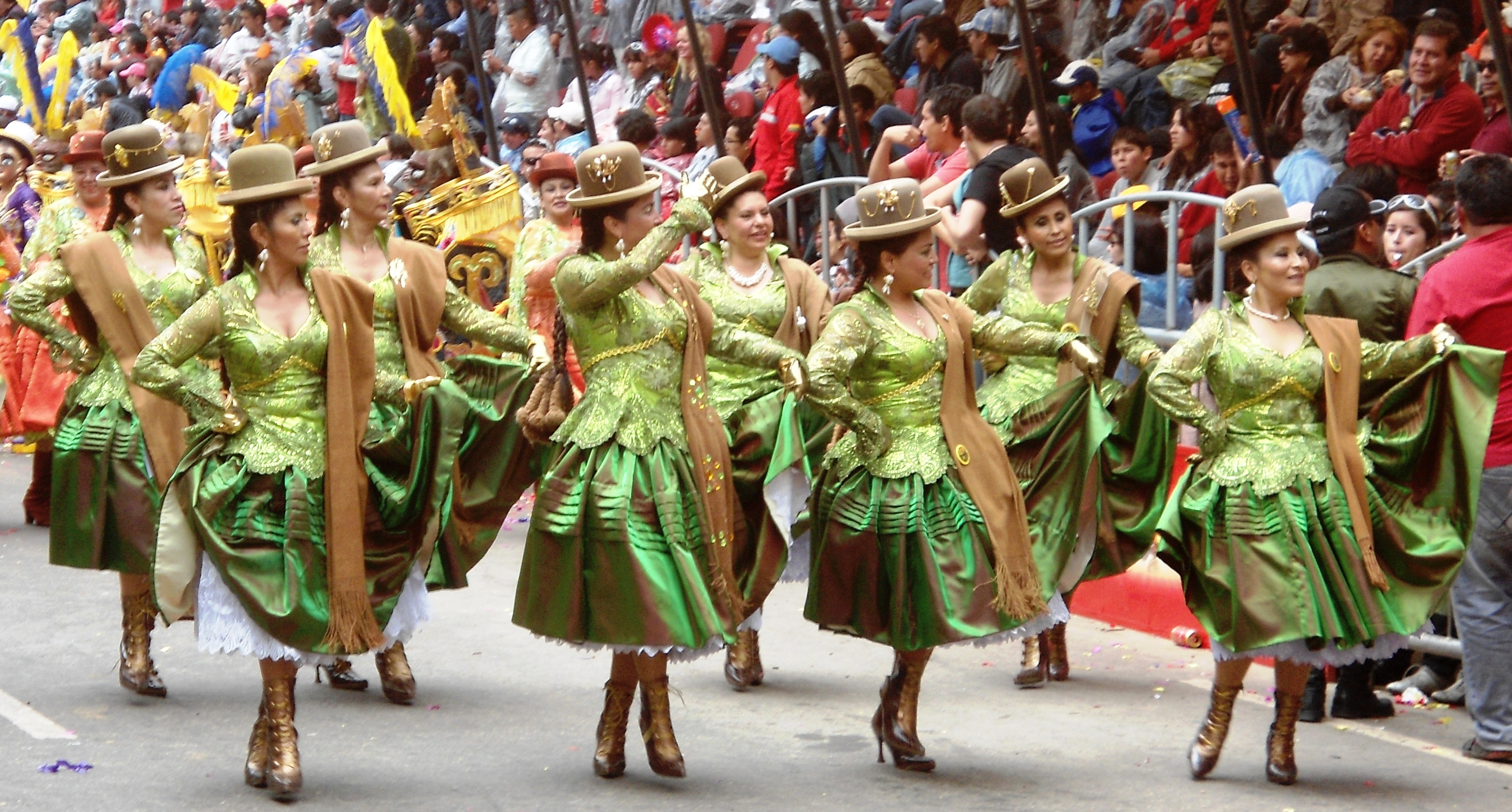
Morenada (Ciutat d'Oruro): dansa i folklore aimara producte del mestissatge

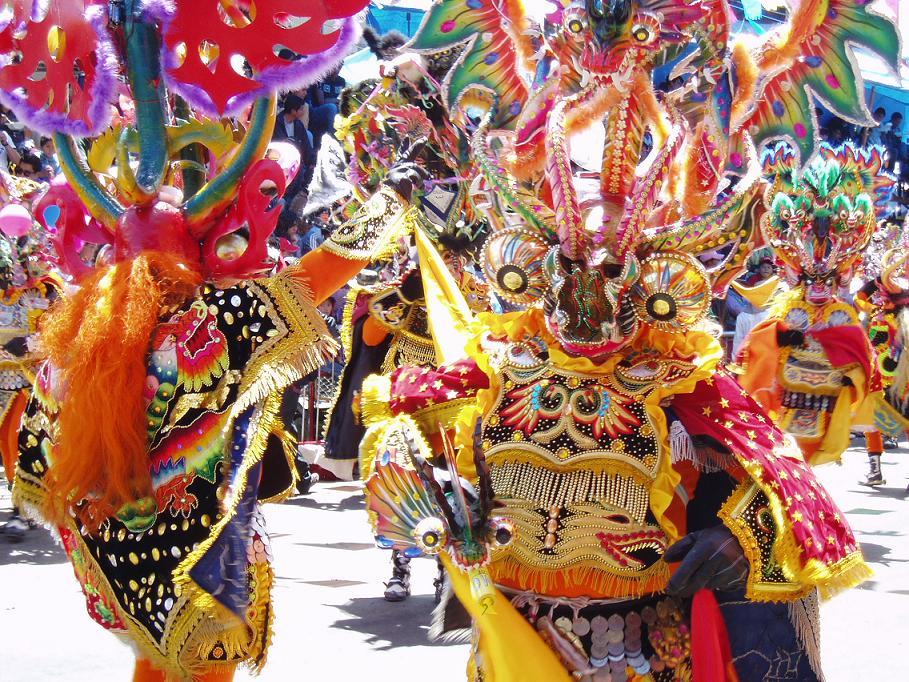
Diablada (Ciutat d'Oruro): dansa i folklore aimara producte del mestissatge

Les cròniques dels espanyols Pedro Cieza de León i Santa Cruz Pachacuti van parlar d'intenses rivalitats entre els curaca aimara de Chucuito, del regne Lupaca, i Hatuncolla, del regne Colla. Aquests enfrontaments van ser coneguts pels inques i va ser l'inca Wiracocha el primer a intentar aprofitar aquestes rivalitats prometent ajuda a tots dos bàndols però pactant secretament amb els Lupacas de Chucuito. Aquesta traïció va ser descoberta per Cari, el líder colla, qui va atacar als lupaca en les proximitats de Paucarcolla, al nord de l'actual ciutat de San Carlos de Puno, i abans que l'exèrcit incaic arribés per a ajudar-los. Amb aquesta victòria els collas es van convertir en el regne dominant en tot el Collao, annexant terres en el vessant del Pacífic.
Però posteriorment Pachacuteq va vèncer als Colla. Segons cròniques de l'espanyol Sarmiento de Gamboa, el curaca dels Collas en aquell temps anomenat Colla Capac -encara que altres cronistes esmentaven a Chuqui Capac- va ser fet presoner pels inques després d'una llarga batalla prop de Hatuncolla. En el moment de la conquesta dels colla, el seu territori abastava des de les costes del Pacífic, passant per l'altiplà del Collao, fins a la muntanya dels Moxos, a l'orient. Després de la captura de Chuqui Capac tots els colla van ser sotmesos pels inques, alguns per la força i altres pacíficament; els pobles que van quedar destruïts van ser poblats per mitmakuna i els altres regnes aimara van acabar per acceptar el domini de Cusco com ho van fer els lupaca, pacaje, azangaro i altres.
Després de l'expansió de l'imperi incaic cap a la zona dels regnes aimara, els inques van denominar Colla a tots els regnes aimara sense distinció i el seu territori va passar a formar part del Collasuyu.